# Lars G. Petersson
Lars G. Petersson (født 1951) er en svenskfødt menneskerettighedsaktivist, blogger og forfatter.

## Karriere
Lars G. Petersson har været aktiv i den danske afdeling af menneskeretighedsorganisationen Amnesty International i Danmark. Hovedpunkter i hans arbejde dér var behandlingen af flygtninge i Københavnske varetægtsfængsler og den internationale anti-dødsstrafkampagne. Han bor i London og er medstifter af BASTA-Kampagne.
Faneflugt fra 2004 (senere også på engelsk og tysk) fortæller den "glemte" historie om de 20.000 henrettede og få overlevende tyske desertører under 2. verdenskrig.
I en bog udgivet i 2010 kritiserer Petersson ældreplejen i Storbritannien og den tiltagende vægt på økonomisk lønsomhed og privatisering af sundhedssystemet. 
I en anden bog fra 2010 kritiserer Petersson forholdene i tyske sessionsinstitutioner. Den tvungne nøgenhed i forbindelse med nedværdigende medicinske undersøgelser opfylder ifølge forfatteren kriterierne for seksuelt misbrug. Bogen behandler den retslige såvel som de medicinske og psykologiske sider af disse undersøgelser. Der er talrige personlige beretninger fra ofre som lider under posttraumatisk belastningsreaktion som følge af deres oplevelser. For denne tilstand benytter forfatteren begrebet "sessionstrauma".

## Bøger
- Faneflugt (2004, Frihedsmuseets Venners Forlag)
- Deserters (2005, Frihedsmuseets Venners Forlag)
- AbuseUK (2010, Chipmunkapublishing)
- Musterung (2010, Chipmunkapublishing)
- Medical Rape (2010, Chipmunkapublishing)
- Fahnenflüchtige (2012, Chipmunkapublishing)
- Deserters (2013, Fonthill Media)